# Kurt Behrens

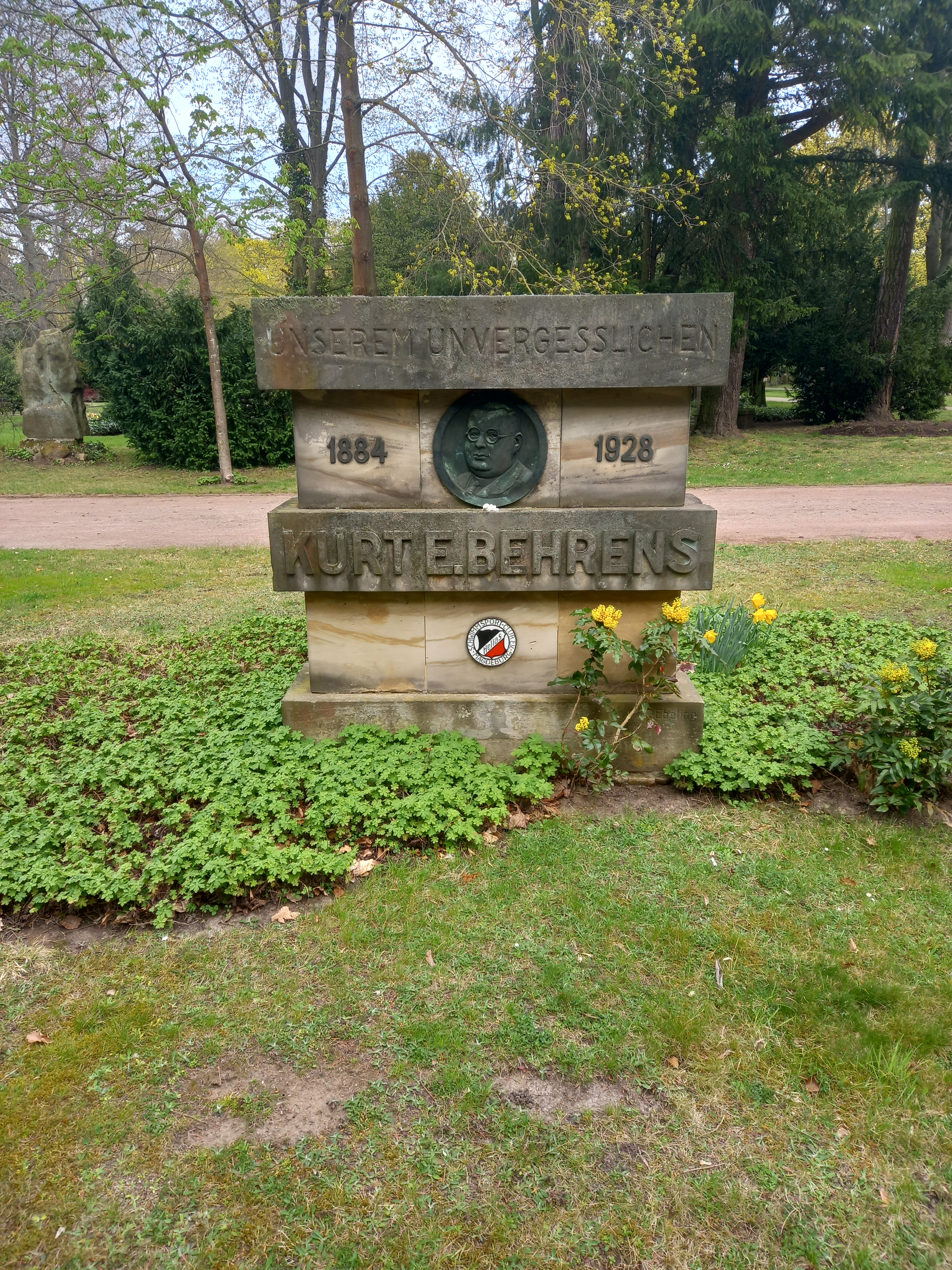
Das Grab von Kurt Behrens auf dem Westfriedhof (Magdeburg)

Kurt Eduard Franz Behrens (* 26. November 1884 in Magdeburg; † 5. Februar 1928 in Berlin) war ein deutscher Turmspringer.
Behrens war der Sohn des Konditors Robert August Behrens und dessen Ehefrau Anna Dorothea geb. Fischbeck.
Behrens startete zu Beginn seiner sportlichen Karriere für den Magdeburger Schwimmclub von 1896. Er war – neben Waldemar Riemann, Walter Riemann und Max Ritter – Mitbegründer des Magdeburger Schwimmvereins Hellas 1904 und gehörte dort zu den Leistungsträgern.
Bei den Olympischen Spielen in London gewann er die Silbermedaille im Kunstspringen. 1912 in Stockholm gewann er nochmals die Bronzemedaille. Behrens lebte von 1910 bis 1921 in den USA, dort arbeitete er als Trainer in New York City. Von 1922 bis 1928 fungierte er als sportlicher Leiter seines Heimatvereins Hellas 1904.
Kurt Behrens starb in Folge eines Herzinfarkts am 5. Februar 1928 in Berlin. Ihm zu Ehren wurde in Magdeburg ein „Kurt-Behrens-Gedächtnisschwimmen“ ausgetragen.